# 楚玛尔河站
楚玛尔河站位于中国青海省玉树州治多县，索加口与曲麻莱县曲麻河口交汇、藏羚羊在昆仑山东西迁徙通道的核心区，海拔4495米，于2006年7月1日启用。该站为青藏铁路的无人驻守观景车站，由青藏铁路集团公司营运。附近有长2.565千米的楚玛尔河大桥及长11.7千米的清水河大桥，后者更是世界上最长的高原凍土铁路桥。

## 车站设施
楚玛尔河站站房设计以抽象方式模仿藏羚羊，站台上也放置藏羚羊的雕塑，提醒旅客已经进入可可西里自然保护区。

## 使用情况
楚玛尔河站是青藏铁路的无人站，有14列旅客列车经过此站，主要为拉萨到发的各类旅客列车。

## 始发车次
目前楚玛尔河站未有任何始发车次。

## 历史
- 2006年7月1日：楚玛尔河站建成启用。